# Glossosoma ambhi
Glossosoma ambhi är en nattsländeart som beskrevs av Schmid 1959. Glossosoma ambhi ingår i släktet Glossosoma och familjen stenhusnattsländor. Inga underarter finns listade i Catalogue of Life.